# Perșe Travnea, Verhnodniprovsk
Perșe Travnea (în ucraineană Перше Травня) este localitatea de reședință a comunei Perșe Travnea din raionul Verhnodniprovsk, regiunea Dnipropetrovsk, Ucraina.

## Demografie
Componența lingvistică a localității Perșe Travnea
     Ucraineană (95,98%)
     Rusă (4,02%)
Conform recensământului din 2001, majoritatea populației localității Perșe Travnea era vorbitoare de ucraineană (95,98%), existând în minoritate și vorbitori de rusă (4,02%).